# Gamla tullhuset, Mariehamn

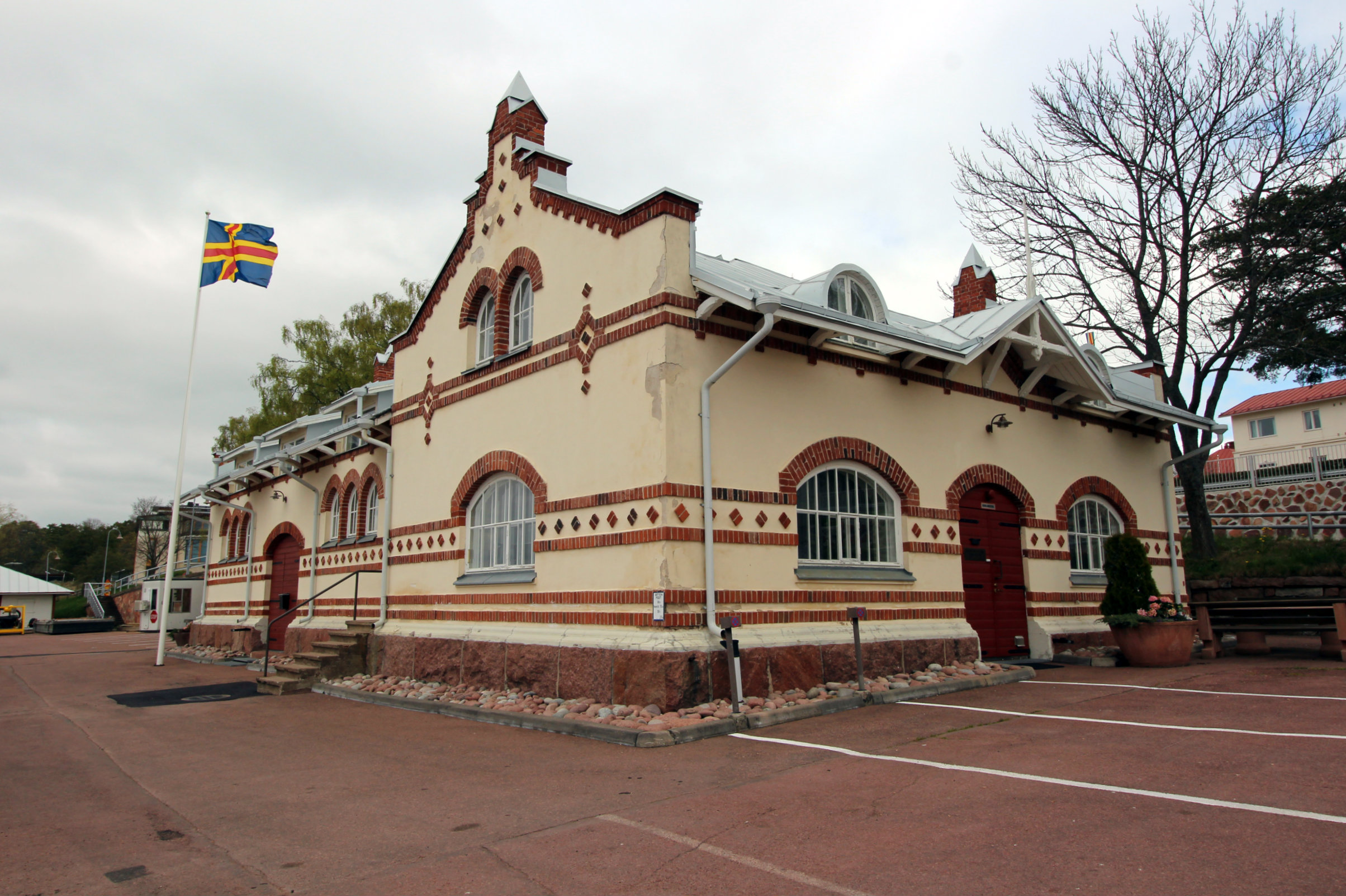
Gamla tullhuset 2016.

Gamla tullhuset ligger i Mariehamns Västerhamn på Åland. Huset kallas även Tullpackhuset och ritades av arkitekt Lars Sonck och byggdes 1899. Fasaden ändrades under 60-talet men återställdes 1992. De små hörntornen är icke återställda.